# Sweat (A La La La La Long)
Sweat (A La La La La Long) è un singolo del gruppo reggae giamaicano Inner Circle, pubblicato il 10 luglio 1992. La canzone rappresenta la traccia di punta dell'album da cui è estratta, Bad to the Bone, del 1992. È considerata la canzone più famosa in assoluto del gruppo.

## Descrizione

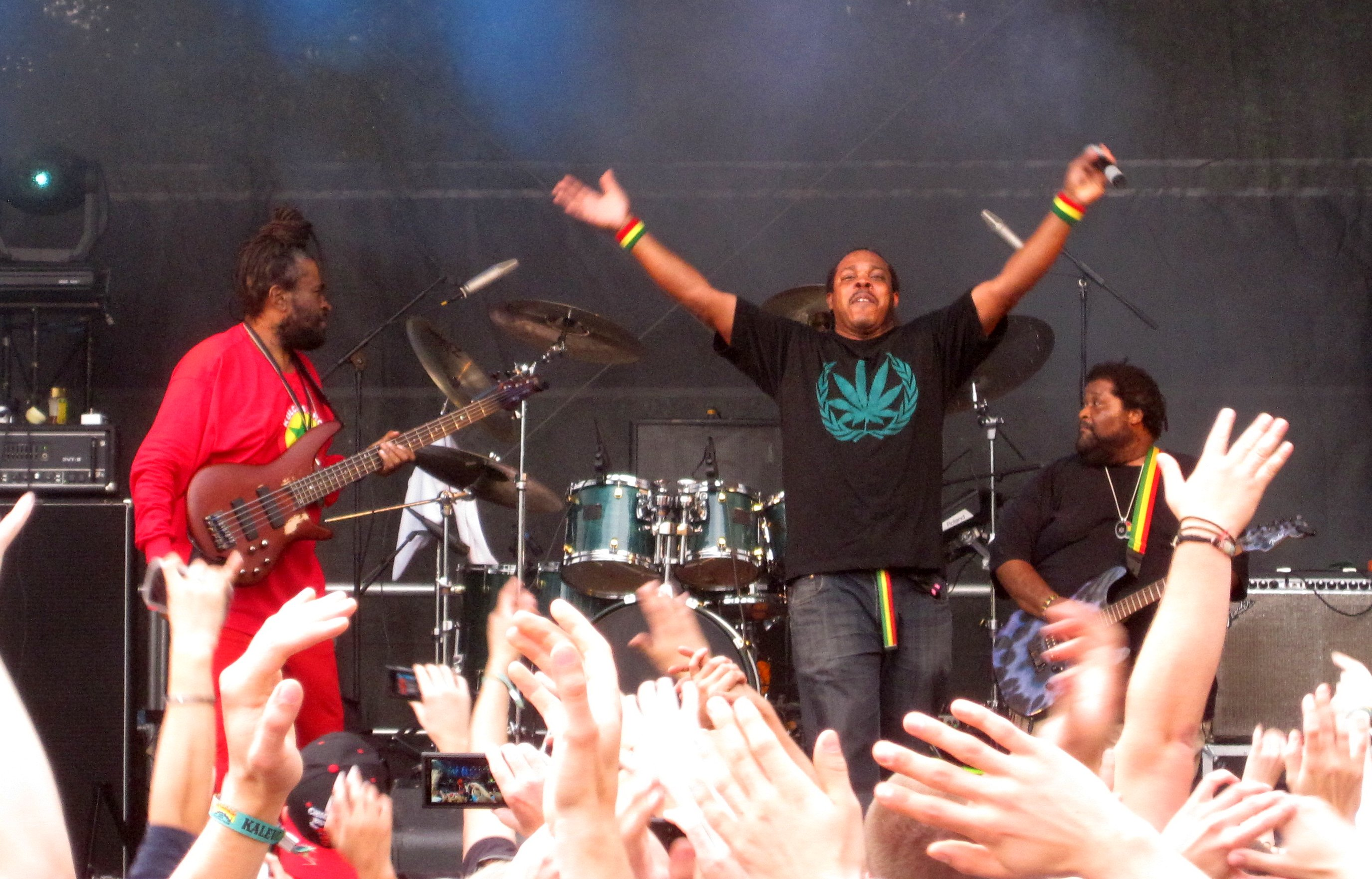
Gli Inner Circle eseguono la canzone nel 2013

Sweat (A La La La La Long) è una canzone dai ritmi giamaicani tipicamente reggae, tanto che non pochi ascoltatori malinformati inizialmente credettero che esso fosse un brano cantato da Bob Marley, fra l'altro idolo assoluto del frontman della band, Jacob Miller. Lo stile del brano era talmente simile a quello di Marley che quest'ultimo contattò davvero Miller, per complimentarsi con lui.
La rivista Billboard ha scritto che il brano "si muove a un ritmo divertente e ondeggiante. La ciliegina sulla torta è un ritornello che sicuramente rappresenterà la colonna sonora di una luminosa estate".
La canzone venne scritta da Ian e Roger Lewis, membri della band, e prodotta dagli stessi assieme ad un altro membro della band, Touter Harvey.

## Video musicale
Il video musicale del singolo, diretto da Mathias Jullien e reso disponibile sul canale Youtube del gruppo nel 2009, raffigura la band che esegue la canzone durante una festa serale in spiaggia. Occasionalmente si susseguono anche alcune riprese in bianco e nero.

## Accoglienza

### Critica
La canzone venne accolta con recensioni favorevoli da parte della critica musicale.
Il New York Times scrisse che "l'appeal reggae e dancehall di questa canzone dovrebbe ottenere tutto il meritato successo negli Stati Uniti."
La critica inglese descrisse Sweat (A La La La La Long) "certamente un classico reggae da classificare insieme a canzoni come Girly Girly e Real Fashion Reggae Style, altri due successi del genere." Invece Music Week, in una recensione non altrettanto positiva, ha definito il brano "un pop reggae attraente ma vecchio stile".

## Successo commerciale
La canzone divenne subito una hit n° uno in tutto il mondo, tra cui nelle classifiche in Belgio, Germania, Israele, Paesi Bassi, Nuova Zelanda, Australia, Portogallo, Svizzera e Zimbabwe. Nel Regno Unito,  il 16 maggio 1993, il brano arrivò a raggiungere il 3º posto nella UK Singles Chart.
Negli Stati Uniti, essa raggiunse le posizioni n° 16 e 12 nella Billboard Hot 100 e nella Cash Box Top 100.
Il singolo venne certificato quattro volte disco d'oro (in Paesi Bassi, Regno Unito, Austria e Stati Uniti) e una disco di platino (in Germania).
Nel 2017 il canale musicale Max ha inserito la canzone nella sua lista delle "1000 migliori canzoni di tutti i tempi".

## Tracce
7" - 1993
- Sweat (versione originale) — 3:46
- Bad Boys (mix originale) — 3:50

12" maxi, Europa
- Sweat (remix di Swemix) — 5:35

12" maxi, USA
- Sweat (versione dancehall di Don T) — 3:54
- Sweat (Dave Morales def remix) — 4:53

CD, MC - 1994
- Sweat (versione originale) — 3:46
- Bad Boys (mix originale) — 3:50